# Prunus azorica
Prunus azorica (hort. ex Mouill.) Rivas Mart. et al., conhecida pelos nomes comuns de ginjeira-do-mato ou ginjeira-brava, é uma espécie botânica da família Rosaceae, endémica dos Açores. Foi considerada como subespécie de Prunus lusitanica. É considerada um dos 10 mais raros endemismos açorianos. Carvões recolhidos na ilha do Faial corroboram as observações de Gaspar Frutuoso e de Valentim Fernandes que esta espécie seria mais comum no passado

## Descrição
Árvore perenifólia, até 12 m de altura (mesofanerófito).
Folhas ovado-elípticas de margem ondulada, verde-escuro e glabras.
Flores agrupadas em inflorescências com 20 a 30 flores, em cacho.
Os frutos são drupas de forma ovóide a globosa, com 8–13 mm de diâmetro. Com a maturação, os frutos ganham uma cor vermelha intensa e depois púrpura.

## Habitate distribuição
Prefere habitats abrigados e frescos, sendo mais frequente acima dos 500 m de altitude nas margens de ribeiras e em locais abrigados e em povoamentos densos de floresta nativa de encosta. Adapta-se bem às baixas altitudes, sendo uma excelente árvore ornamental.
Conhecem-se populações de P. azorica nas ilhas de São Miguel, Terceira, São Jorge, Pico, Faial e existe pelo menos conhecimento de um exemplar nas Flores.